# Posavina

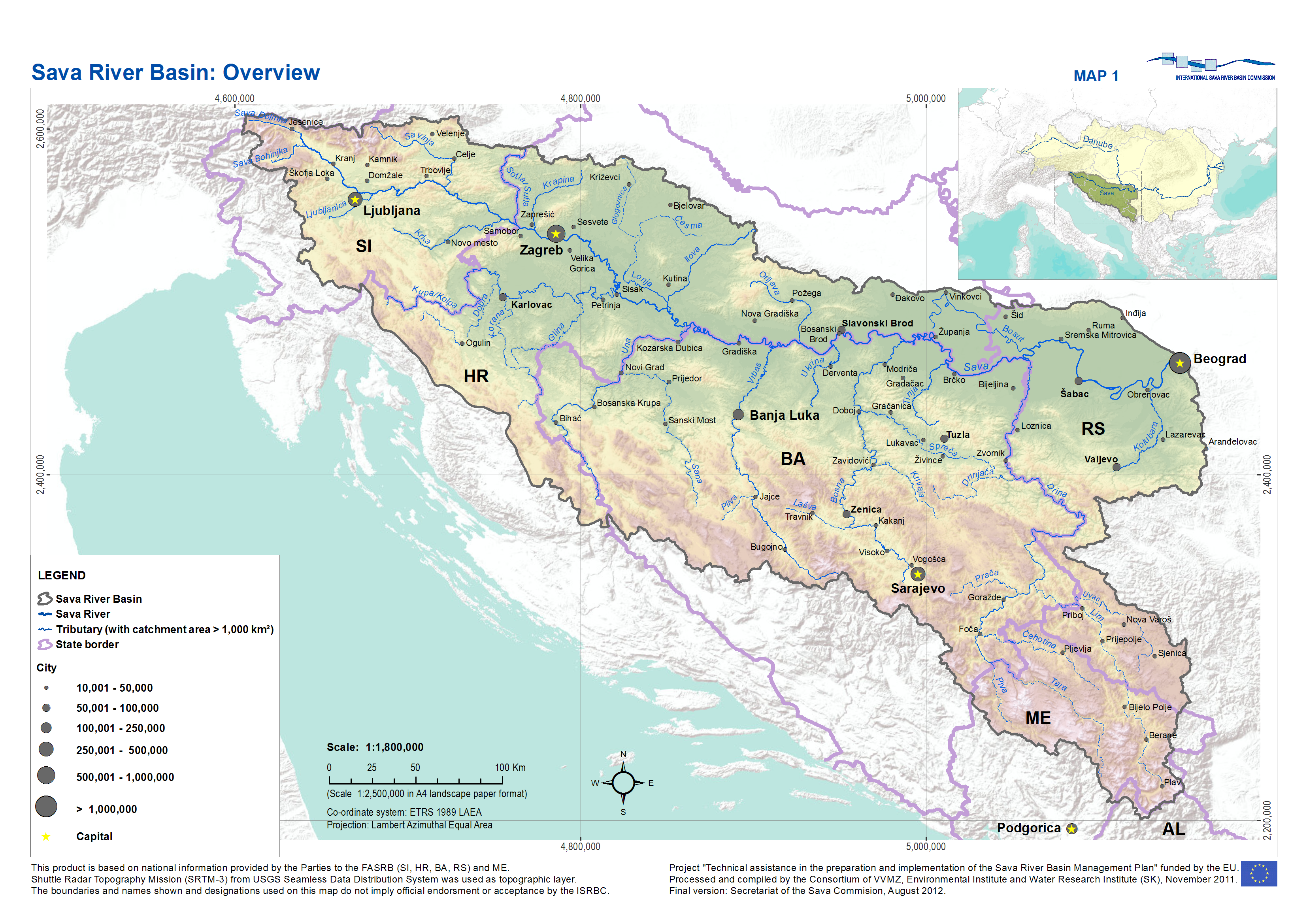
Mapa de la cuenca del río Sava. Posavina abarca únicamente las tierras más cercanas al río, las de menor altitud de la cuenca.

Posavina es el nombre que adopta la cuenca del río Sava en Croacia, Bosnia y Serbia. También se llama así la región circundante. Las ciudades más importantes de la ribera del río Sava son Brod, Samac, Odzak, Brcko en Bosnia, y Slavonski Brod, Zupanja en Croacia.

## Geografía
La geografía de la región de Posavina está definida por las características geológicas de las zonas centrales (interiores) de la cuenca del río Sava, que están cerca o son adyacentes al propio río Sava. La región se extiende a lo largo del río Sava, que fluye desde el desierto hacia el este, conectando valles y llanuras en regiones de transición entre las montañas dináricas y la llanura panónica. Los límites geográficos de la región de Posavina están definidos, al sur, por las zonas septentrionales del sistema montañoso dinárico, mientras que los límites septentrionales están definidos por las montañas de las islas Panonias. En términos de geografía política, la región de Posavina se divide en Posavina croata (sección de Posavina dentro de las fronteras de Croacia), Posavina bosnia (sección de Posavina dentro de las fronteras de Bosnia y Herzegovina) y Posavina serbia (sección de Posavina dentro de las fronteras de Serbia).

## Historia
Durante la época romana, la región pertenecía a la provincia de Panonia, marcando su zona más meridional. Durante el reinado del emperador Augusto, fue el epicentro de la Sublevación Panónica. Durante el siglo V, las regiones fueron invadidas por varios pueblos migratorios, entre ellos los hunos y los godos. En la época posromana, durante el siglo VI, la región fue disputada entre ostrogodos, gépidos, langobardos, ávaros y el Imperio Bizantino.
A finales del siglo VI y durante el VII, toda la región fue colonizada por eslavos del sur. En 819-823, las partes occidentales de la región fueron el centro de la rebelión de Ludovico contra el Imperio franco. Durante los siglos XI y XII, casi toda Posavina fue gradualmente conquistada por el Reino de Hungría.
En la primera mitad del siglo XVIII, existía en la zona el tramo Sava-Danubio (Posavina-Podunavlje) de la Frontera militar de los Habsburgo. El segmento de Posavina de la frontera comprendía partes del Reino de Croacia-Eslavonia —la parte meridional de Eslavonia y Sirmia—, que se extendía desde Nova Gradiška hasta la confluencia del río Drina con el Sava.
Entre 1929 y 1939, una de las provincias del Reino de Yugoslavia fue conocida como la Banovina del Sava, cuya capital fue Zagreb. En 1939, la banovina se fusionó con la Banovina del Litoral para formar la nueva Banovina de Croacia.
Hoy en día, uno de los condados de Croacia se llama Condado de Brod-Posavina y uno de los cantones de Bosnia y Herzegovina se denomina Cantón de Posavina.
La región bosnia de Posavina fue gravemente afectada por la guerra en Bosnia y Herzegovina (1992-95) hasta el punto de que algunas partes de ella se quedaron deshabitadas,[cita requerida] ya que casi todas las casas fueron saqueadas, quemadas o destruidas. Sólo un pequeño número de personas han regresado a sus casas. La mayoría de los refugiados viven en la ciudad de Slavonski Brod, Croacia, y sus alrededores, al otro lado del río Sava, mientras que una minoría emigró a los países de la Unión Europea, los Estados Unidos y Australia.

## Ciudades y pueblos en Posavina
Ciudades y pueblos de Croacia:
- Zaprešić
- Samobor
- Zagreb, la capital de Croacia
- Dugo Selo
- Ivanić-Grad
- Sisak
- Novska
- Nova Gradiška
- Slavonski Brod
- Županja

Ciudades y pueblos en Bosnia y Herzegovina:
- Brčko
- Gradiška
- Derventa
- Srbac
- Šamac
- Brod
- Odžak
- Modriča
- Gradačac
- Srebrenik
- Domaljevac
- Orašje

Ciudades y pueblos en Serbia:
- Sremska Mitrovica
- Šabac
- Obrenovac
- Belgrado,  la capital de Serbia